# Nuncia oconneri
Nuncia oconneri är en spindeldjursart. Nuncia oconneri ingår i släktet Nuncia och familjen Triaenonychidae.

## Underarter
Arten delas in i följande underarter:
- N. o. connocula
- N. o. kopua
- N. o. oconnori